# Jean-Eugène Durand
Pour les articles homonymes, voir Durand.
Jean-Eugène Durand, né le 11 juin 1845 à Meudon et mort le 4 décembre 1926 à Paris, est un photographe français, spécialisé dans les clichés de monuments historiques.

## Biographie
Sous-chef de bureau aux Monuments historiques, Jean-Eugène Durand est également photographe attaché à cette administration. Ses premiers clichés en 1876 concernent des monuments du département de Seine-et-Oise et les premiers négatifs, acquis par cette administration l’année suivante, des monuments du Cher et de l’Allier.
Comme Séraphin-Médéric Mieusement, Durand couvre l’ensemble du territoire français pour réaliser des milliers de prises de vues destinées à enrichir les fonds des archives de la Commission nationale des Monuments historiques. Pendant les quarante années de son activité (1876-1917) qui se prolongent bien après sa retraite, il continue à photographier des monuments avant, pendant et après restauration.
Quelque 1 750 plaques de verre sont acquises par le service des Beaux-arts en 1923-1924. Sous son nom sont également entrées aux Archives photographiques (actuellement Médiathèque du patrimoine et de la photographie) de nombreuses plaques de verre de Charles Marville.

## Collections

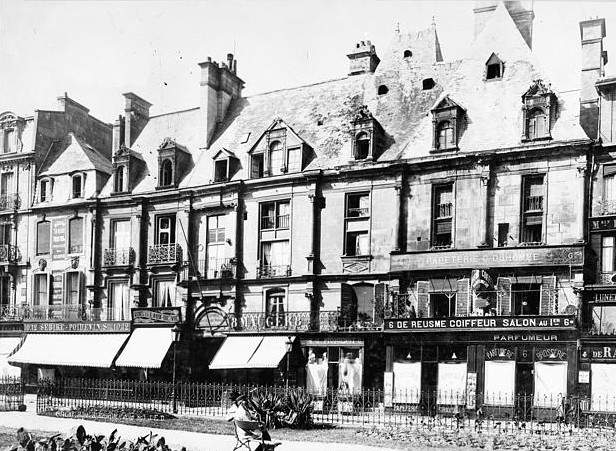
Caen, hôtel d'Escoville (c. 1889-1906).

La Médiathèque du patrimoine et de la photographie conserve plus de 5 000 de ses négatifs et les tirages correspondants.